# Ordine militare di Alcántara
L'Ordine militare di Alcántara è un antico ordine monastico-militare spagnolo, reso dinastico nel 1482.

## Storia
L'ordine di San Julián del Pereiro venne fondato nel 1156 dai fratelli Suero e Gómez Fernández Barrientosa: a imitazione dei templari, adottò la regola cistercense; papa Alessandro III approvò i suoi statuti nel 1177.
Assunse l'attuale nome nel 1217, quando il re di León Ferdinando II affidò ai cavalieri dell'ordine la difesa della città di Alcántara contro i musulmani iberici e nordafricani.
Nel 1522 papa Adriano VI decretò l'annessione dell'ordine alla Corona e rese ereditaria la carica di Gran Maestro: venne soppresso dai repubblicani nel 1872, ristabilito da Alfonso XII nel 1874; soppresso nuovamente dai repubblicani nel 1931, venne ricostituito per volere di Francisco Franco nel 1936 ma di fatto sospeso perché legato alla famiglia reale spagnola ancora esiliata. Nel 1980 tornò come gli altri ordini a svilupparsi e continua a dipendere dalla Corona tramite il Real Consiglio degli Ordini Militari. Attualmente i cavalieri sono 47.
Insegne dell'ordine sono la croce gigliata verde e il nastro verde.

## Lista dei Maestri dell'Ordine
Lista rilevata da Ayala Martínez:
1. Gómez (1175–1200ca.)
2. Benito Suárez (1200–1216)
3. Nuño Fernández (1218–1219)
4. García Sánchez (1219–1227)
5. Arias Pérez (1227–1234)
6. Pedro Ibáñez (1234–1254)
7. García Fernández (1254–1284)
8. Fernando Páez (1284–1292)
9. Fernando Pérez Gallego (1292–1298)
10. Gonzalo Pérez (1298–1316)
11. Rodrigo Vázquez (1316–1318)
12. Suero Pérez (1318–1335)
13. Rodrigo Pérez (1335–1337)
14. Gonzalo Martínez de Oviedo (1337–1340)
15. Nuño Chamizo (1340–1343)
16. Pedro Alfonso Pantoja (1343–1345)
17. Pedro Yáñez de Campo (1345)
18. Fernando Pérez Ponce de León (1346–1355)
19. Diego Gutiérrez de Cevallos (1355)
20. Suero Martínez (1356–1363)
21. Gutierre Gómez de Toledo (1362–1365)
22. Martín López de Córdoba (1365–1367)
23. Pedro Muñiz Godoy (1367)
24. Melén Suárez (1369–1370)
25. Rodrigo Díaz de la Vega (1370–1375)
26. Diego Martínez (1376–1383)
27. Diego Gómez Barroso (1383–1384)
28. Gonzalo Núñez Guzmán (1384–1385)
29. Martín Yáñez de Barbudo (1385–1394)
30. Fernando Rodríguez Villalobos (1394–1408)
31. Infante Sancho de Aragón y Castilla (m. 1416) (1408–1416)
32. Juan de Sotomayor (1416–1432)
33. Gutierre de Sotomayor (1432–1454)
34. Gómez de Cáceres y Solís (1458–1473)
35. Alonso de Monroy (1473–1477)
Francisco de Solís (1474–1475), eletto
36. Juan de Zúñiga y Pimentel (1477–1494)

- Monarchia spagnola (1494-...)